# Ruairí Ó Brádaigh
Ruairí Ó Brádaigh né le 2 octobre 1932 à Longford (Irlande), et mort le 5 juin 2013  à Dublin, est un homme politique irlandais. 

## Biographie
Républicain, il rejoint l'Irish Republican Army durant les années 1950 et en devient par deux fois le Chef d'État-major au cours de la décennie suivante. Rejoignant l'IRA provisoire au moment de la scission en 1970, il devient président du Provisional Sinn Féin. En 1972, il succède à Joe Cahill comme Chef d'État-major de l'IRA provisoire, mais est arrêté le 30 décembre en Irlande et condamné à six mois de prison pour appartenance à l'IRA. À la suite de l'abandon de l'abstentionnisme par ce dernier, il le quitte et fonde le Republican Sinn Féin en 1986.